# Marie Stoppelman

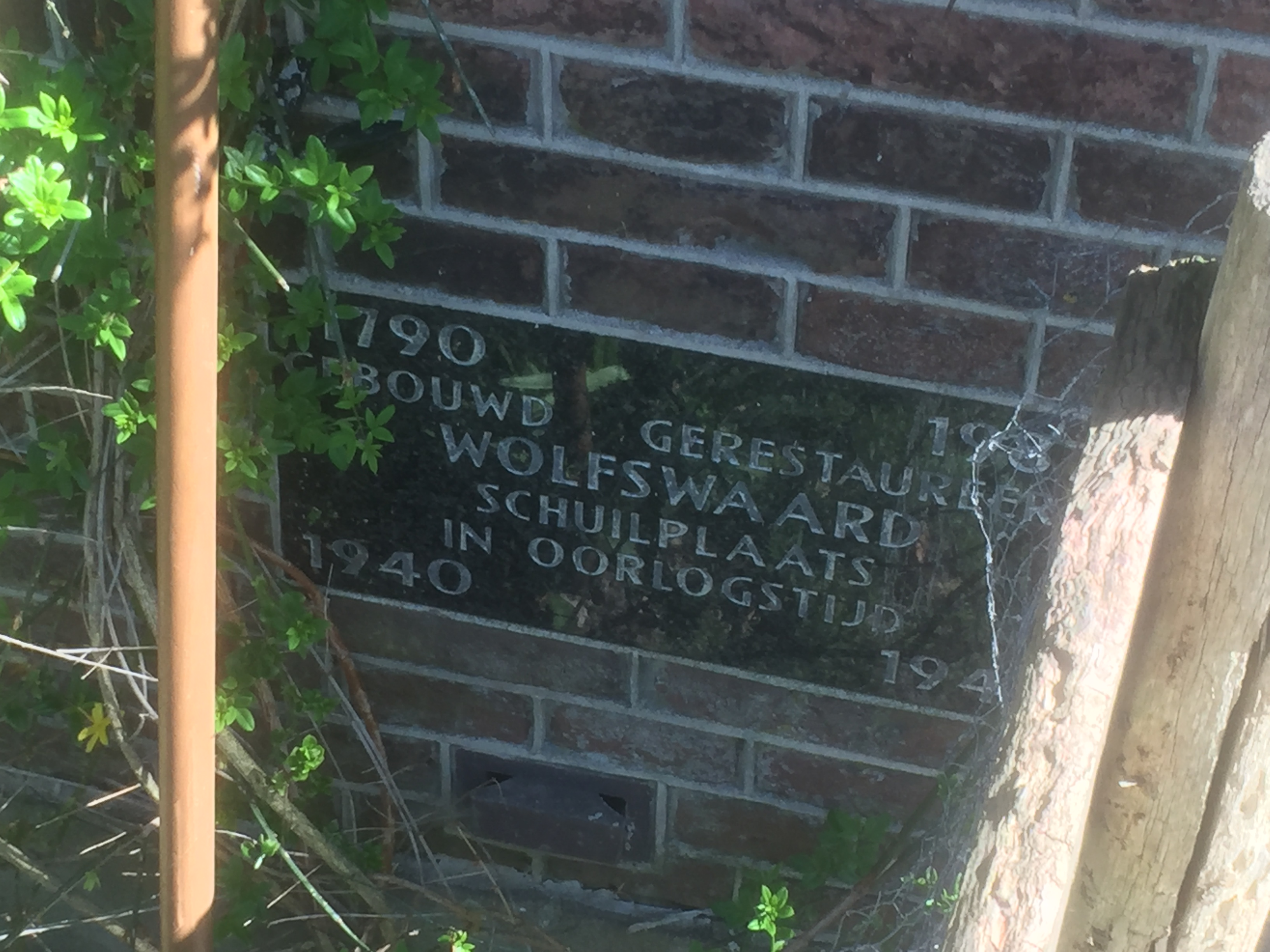
Gedenksteen Wolfswaard

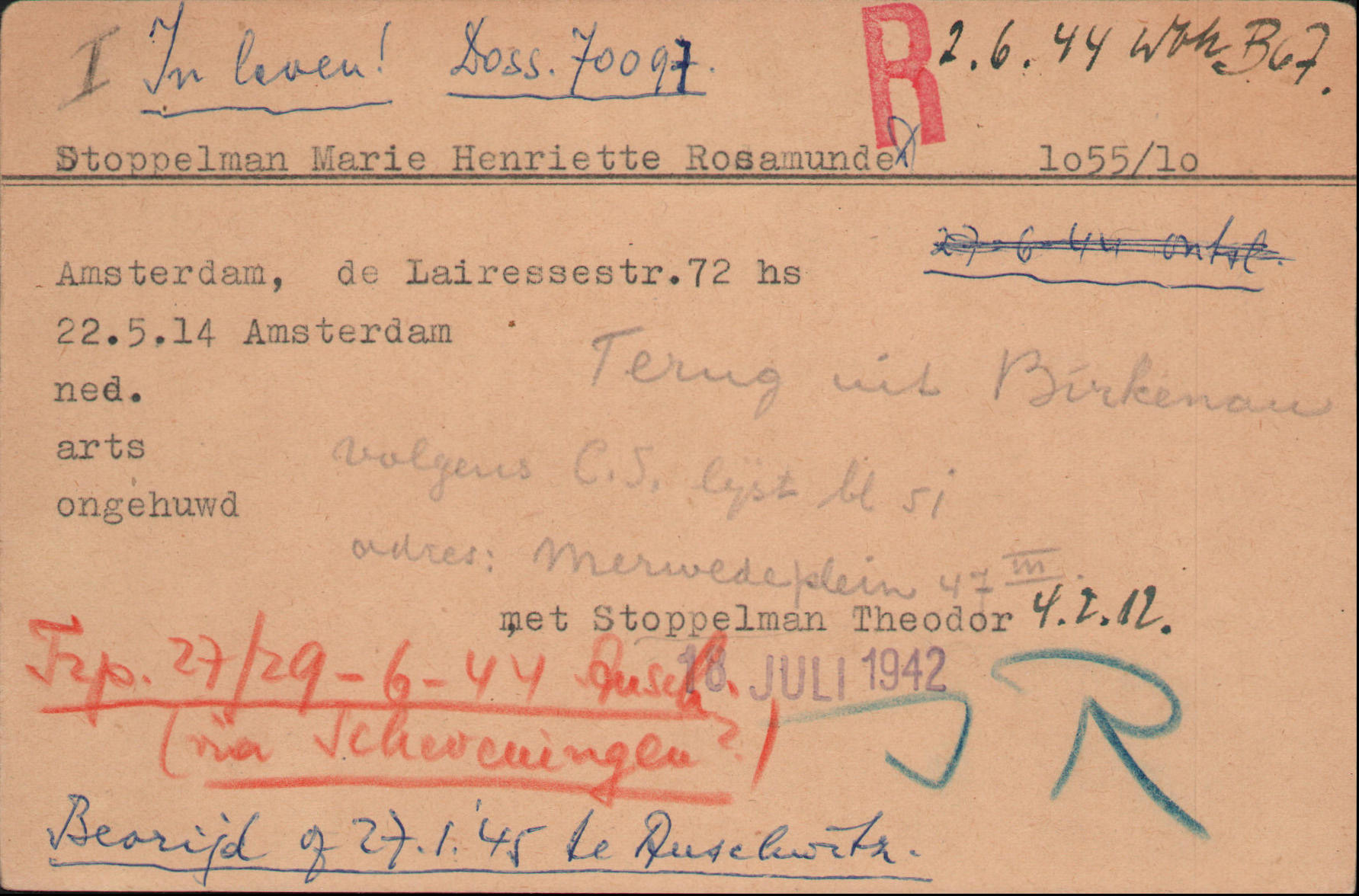
Registratiekaart Joodse Raad van Marie Stoppelman

Marie Rosamunde Henriette Stoppelman (Amsterdam, 22 mei 1914 – 21 december 1994) was een Nederlands hoogleraar van Joodse afkomst. Tijdens de Tweede Wereldoorlog werkte zij noodgedwongen voor kamparts Josef Mengele in Auschwitz.

## Tweede Wereldoorlog
Marie Stoppelman studeerde geneeskunde aan de Universiteit van Amsterdam en vestigde zich daarna als huisarts. Nadat de bezetter een behandelverbod uitvaardigde voor Joodse artsen, werkte zij enige tijd in het Portugees-Israëlietisch Ziekenhuis. Vanaf september 1942 werkte zij weer als huisarts, vanuit haar ouderlijk huis aan de De Lairessestraat in Amsterdam, maar eind dat jaar besloot het gezin onder te duiken. Marie en haar broer Theodoor kwamen terecht op de boerderij Wolfswaard in Wageningen bij Eltien en Neeltje Krijthe, die in de bovenwoning woonden. Op de begane grond woonden Zwaantje Bosman en haar zoon Jan van Roekel. Als er gevaar dreigde, werden de Stoppelmans ondergebracht bij de ouders van de zussen in Bennekom.
De Wolfswaard functioneerde als hoofdkwartier van een verzetsgroep onder leiding van Jan van Roekel. In mei 1944 arresteerde de Sicherheitsdienst drie Wageningers die radio-onderdelen bij zich hadden. Een van hen was betrokken bij een geheime zender op de Wolfswaard. Daarop werd de boerderij op 20 mei 1944 overvallen. De zussen Krijthe en de Stoppelmans werden gearresteerd en naar het Huis van Bewaring in Arnhem overgebracht. Eltien en Neeltje Krijthe werden via Kamp Vught naar Ravensbrück gedeporteerd, waar Eltien Krijthe op 4 maart 1945 overleed. Theodoor en Marie Stoppelman werden overgebracht naar Kamp Westerbork en eind juni via het Oranjehotel naar Auschwitz gedeporteerd.
Marie Stoppelman werd aangesteld als chef van het laboratorium in de ziekenboeg van het vrouwenkamp in Auschwitz-Birkenau. Hier moest ze Josef Mengele assisteren bij zijn experimenten op gevangenen. Zelf liep zij tbc op en toen Auschwitz half januari door de Duitsers werd geëvacueerd, bleef zij achter. Bij de bevrijding door het Rode Leger op 27 januari 1945 was ze ernstig verzwakt en doodziek. Nadat ze in een Pools ziekenhuis op krachten was gekomen, reisde ze in juli terug naar Nederland. Daar hoorde zij dat haar ouders de oorlog op hun onderduikadres hadden overleefd, maar dat haar broer Theo in Groß-Rosen ziek was achtergelaten.
Na haar thuiskomst schreef zij het boek Tussen leven en dood in Auschwitz over haar oorlogservaringen. Tegenover Poolse, Nederlandse en Duitse rechters en advocaten legde ze tot in 1973 uitgebreide verklaringen af over haar tijd in Auschwitz, onder meer in het proces tegen kampcommandant Rudolf Höss.

## Loopbaan na de oorlog
Stoppelman promoveerde bij prof.dr. A.C. Ruys met een proefschrift over difterie en specialiseerde zich daarna tot kinderarts. In 1953 vertrok zij met een stipendium naar Boston, waar zij werkte bij vermaarde hoogleraren op het gebied van kinderkanker en taaislijmziekte. Sinds eind jaren zestig was zij chef de clinique van de afdeling kindergeneeskunde van het Binnengasthuis in Amsterdam en van 1962 tot 1979 lector aan de Universiteit van Amsterdam. Zij publiceerde over leukemie en bacteriële infecties bij kinderen.

## Onderscheidingen
Door haar voordracht ontvingen Eltien (postuum) en Neeltje Krijthe in 1973 van het Israëlische holocaustcentrum Yad Vashem de eretitel Rechtvaardige onder de Volkeren. Marie Stoppelman werd in 1979 benoemd tot officier in de Orde van Oranje Nassau.
- International Standard Name Identifier: 0000 0003 9236 3273
- Nederlandse Thesaurus van Auteursnamen: 157347737
- Réseau des bibliothèques de Suisse occidentale: 02-A012896723
- Système universitaire de documentation: 259784834
- Virtual International Authority File: 286371192
- WorldCat: E39PBJwdfbCr4dyktChBtJWMT3